# Balkanoroncus boldorii
Espèce
Synonymes
- Neobisium boldorii Beier, 1931
- Roncus ghidinii Beier, 1942
- Balkanoroncus baldensis Gardini, 1982

Balkanoroncus boldorii est une espèce de pseudoscorpions de la famille des Neobisiidae.

## Distribution
Cette espèce est endémique d'Italie. Elle se rencontre en Lombardie, en Vénétie et au Trentin-Haut-Adige dans des grottes.

## Description
L'holotype mesure 3 mm.

## Systématique et taxinomie
Cette espèce a été décrite sous le protonyme Neobisium boldorii par Beier en 1931. Elle est placée dans le genre Roncus par Beier en 1942 puis dans le genre Balkanoroncus par Gardini et Rizzerio en 1986 qui dans le même temps placent Balkanoroncus baldensis en synonymie. Roncus ghidinii a été placée en synonymie par Mahnert en 1980.

## Étymologie
Cette espèce est nommée en l'honneur de Leonida Boldori.

## Publication originale
- Beier, 1931 : Zur Kenntnis der troglobionten Neobisien (Pseudoscorp.). Eos, vol. 7, p. 9-23 (texte intégral).